# 사막을 건너는 법
《사막을 건너는 법》은 2004년 4월 16일에 MBC에서 방영한 베스트극장이다.

## 등장 인물

### 주요 인물
- 소유진 : 정은 역
- 정민 : 석주 역 - 정은의 남자친구

### 그 외 인물
- 신영진
- 최은주
- 김인문
- 김명희
- 박광정
- 김동주
- 정한헌
- 유승봉
- 김수연
- 최범호
- 황의권
- 이영자
- 원미원
- 신은경
- 장남경
- 유정석
- 서일현
- 안세미
- 박태진
- 전수지
- 이옥정
- 유혜리미
- 한아영
- 이창석